# バーンラック区

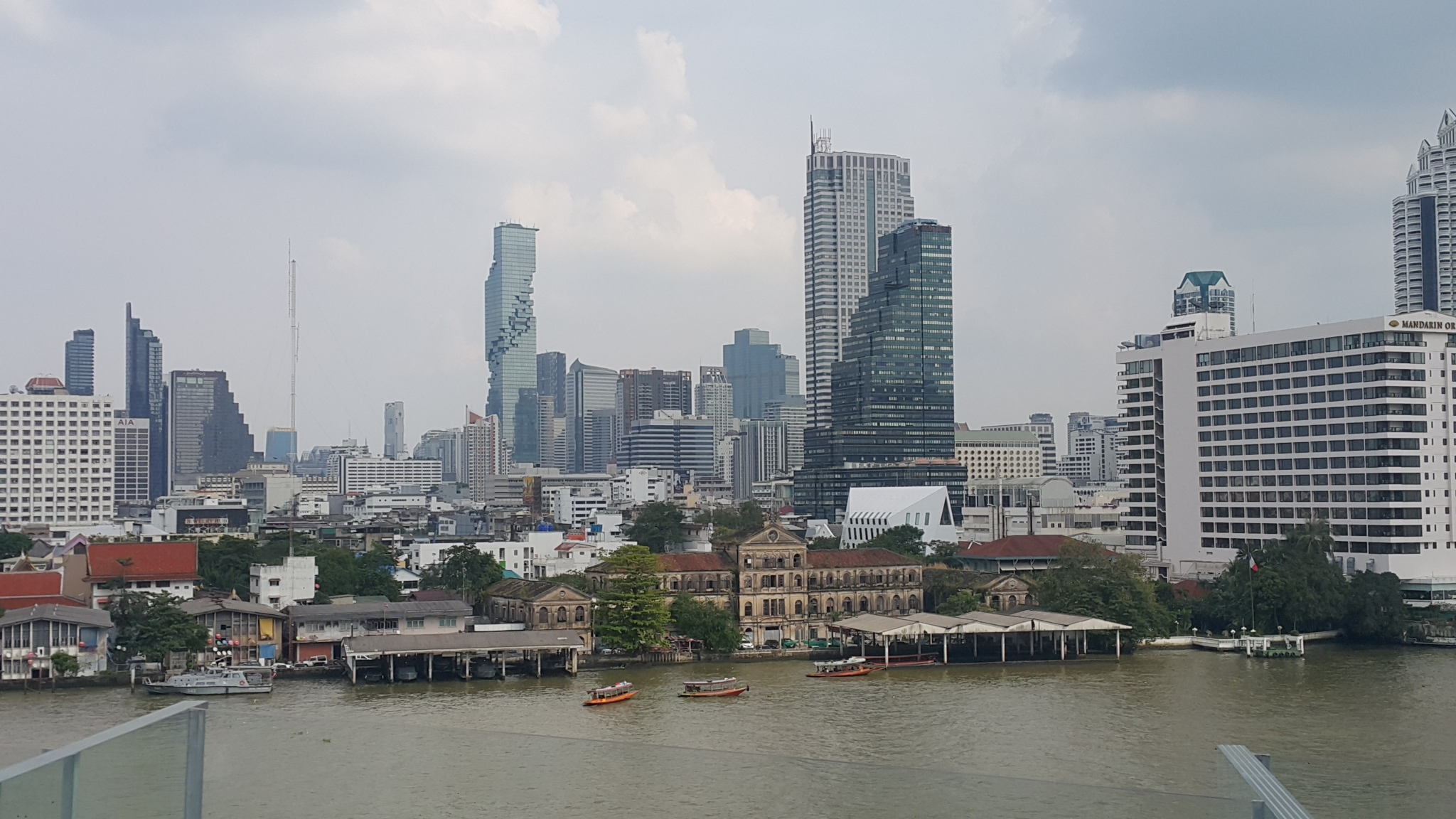
バーンラック区

バーンラック区（バーンラックく、タイ語: เขตบางรัก）は、タイ王国バンコク都の行政区の一つ。
この行政区は、時計回りに、パトゥムワン区、サートーン区、クローンサーン区、サムパッタウォン区の4つの行政区に接している。チャオプラヤー川に面している。

## 概要
バーンラックはタイ語で「愛の街(village of love)」の意味があり、ここで多くのタイ人が婚姻届をする。チャオプラヤー川沿いには、最高級ホテルが立ち並んでいる。

## 建物等
- アサンプション大聖堂
- 七聖媽廟
- マンダリン・オリエンタル・バンコク
- ロイヤル・オーキッド・シェラトン・ホテル&タワーズ
- シャングリ・ラ ホテル バンコク
- マンダリン・ホテル
- ワット・フアランポーン
- 中央郵便局

## ギャラリー

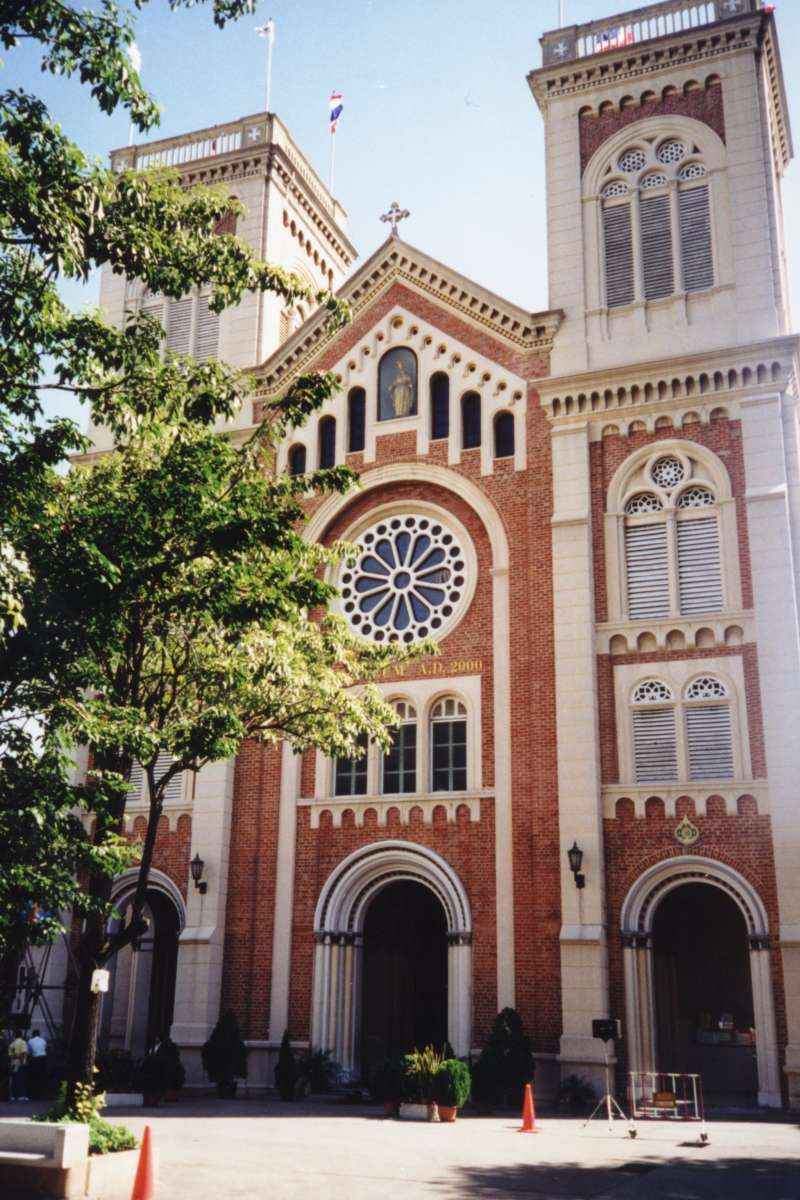
アサンプション大聖堂
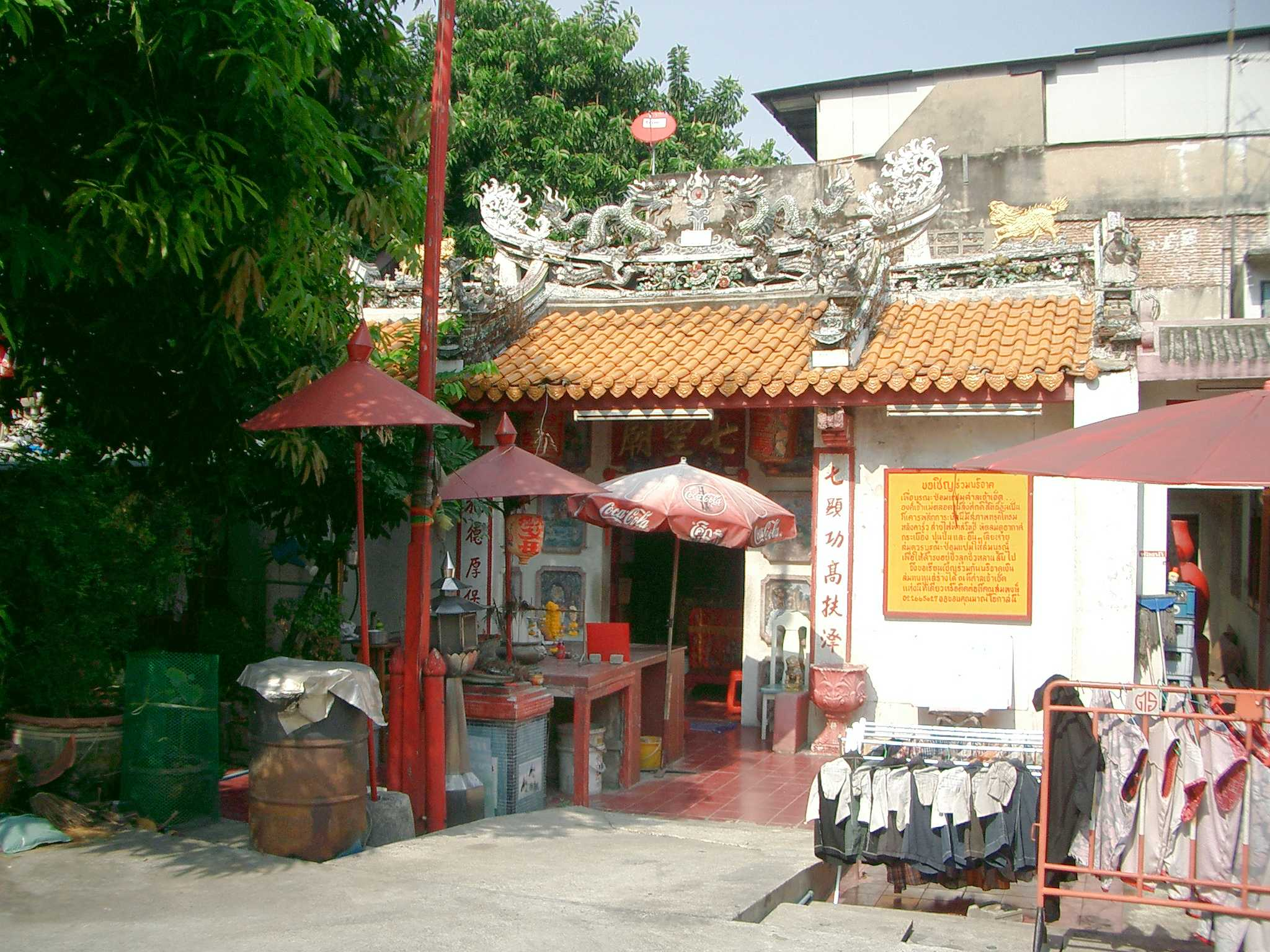
七聖媽廟
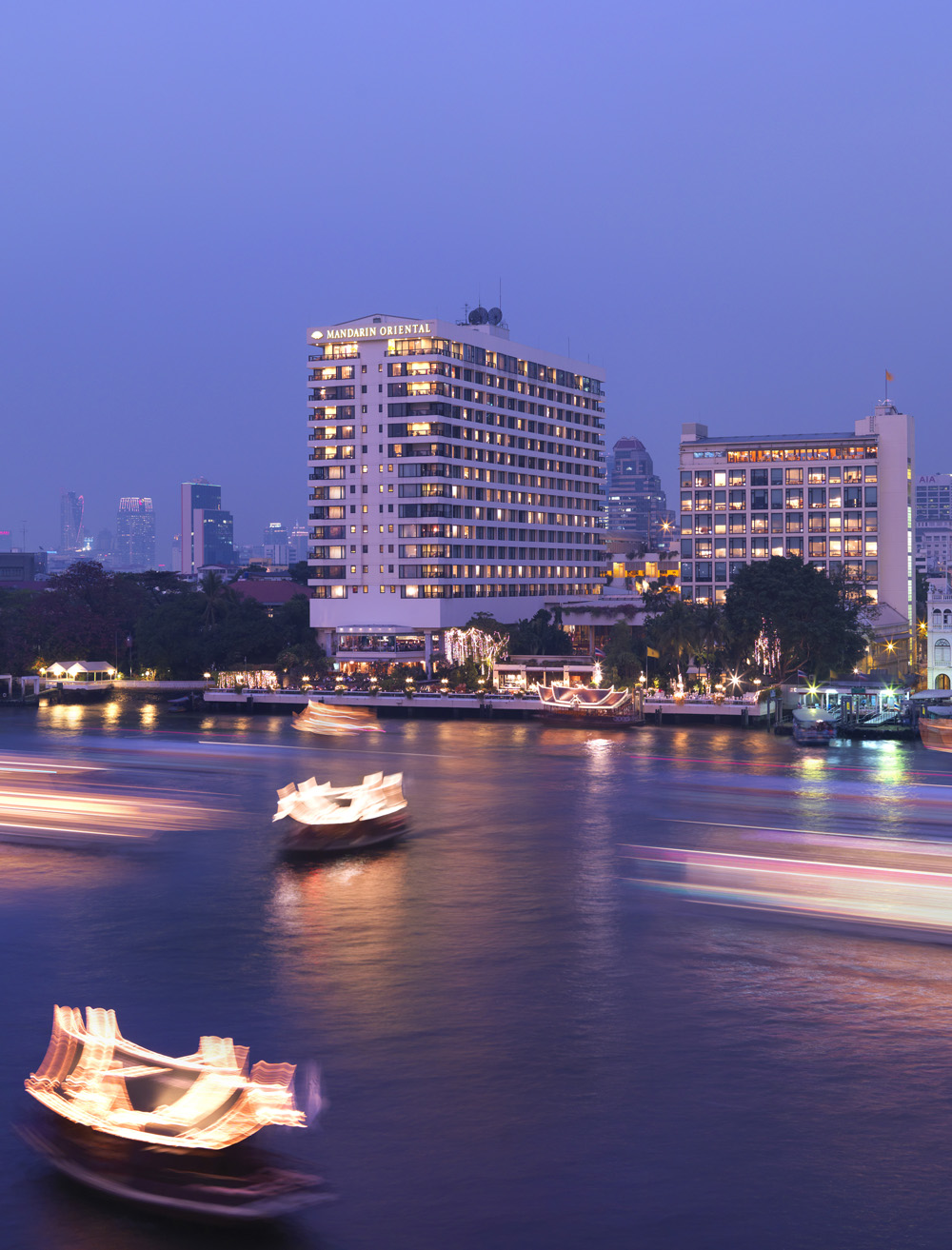
マンダリン・オリエンタル・バンコク
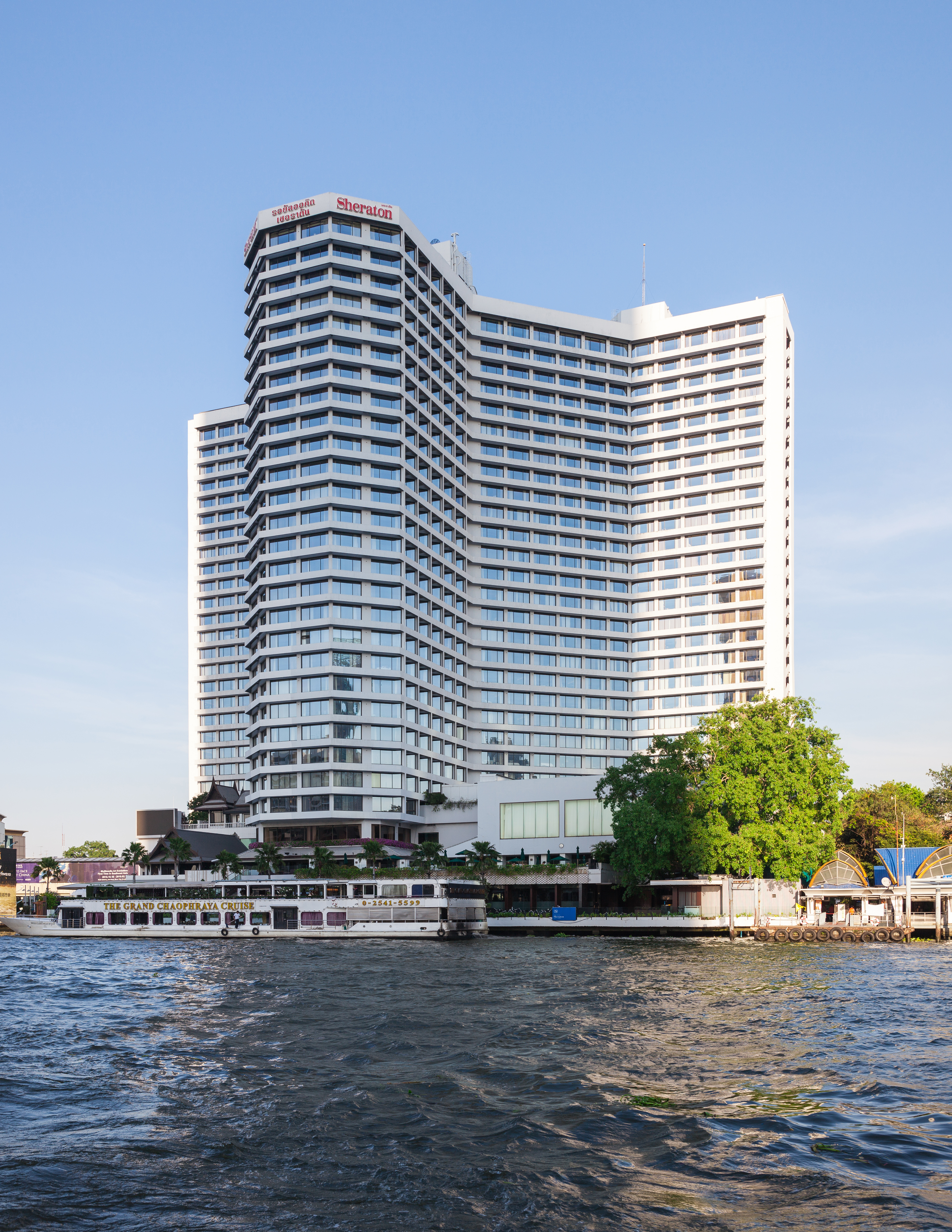
ロイヤル・オーキッド・シェラトン・ホテル&タワーズ
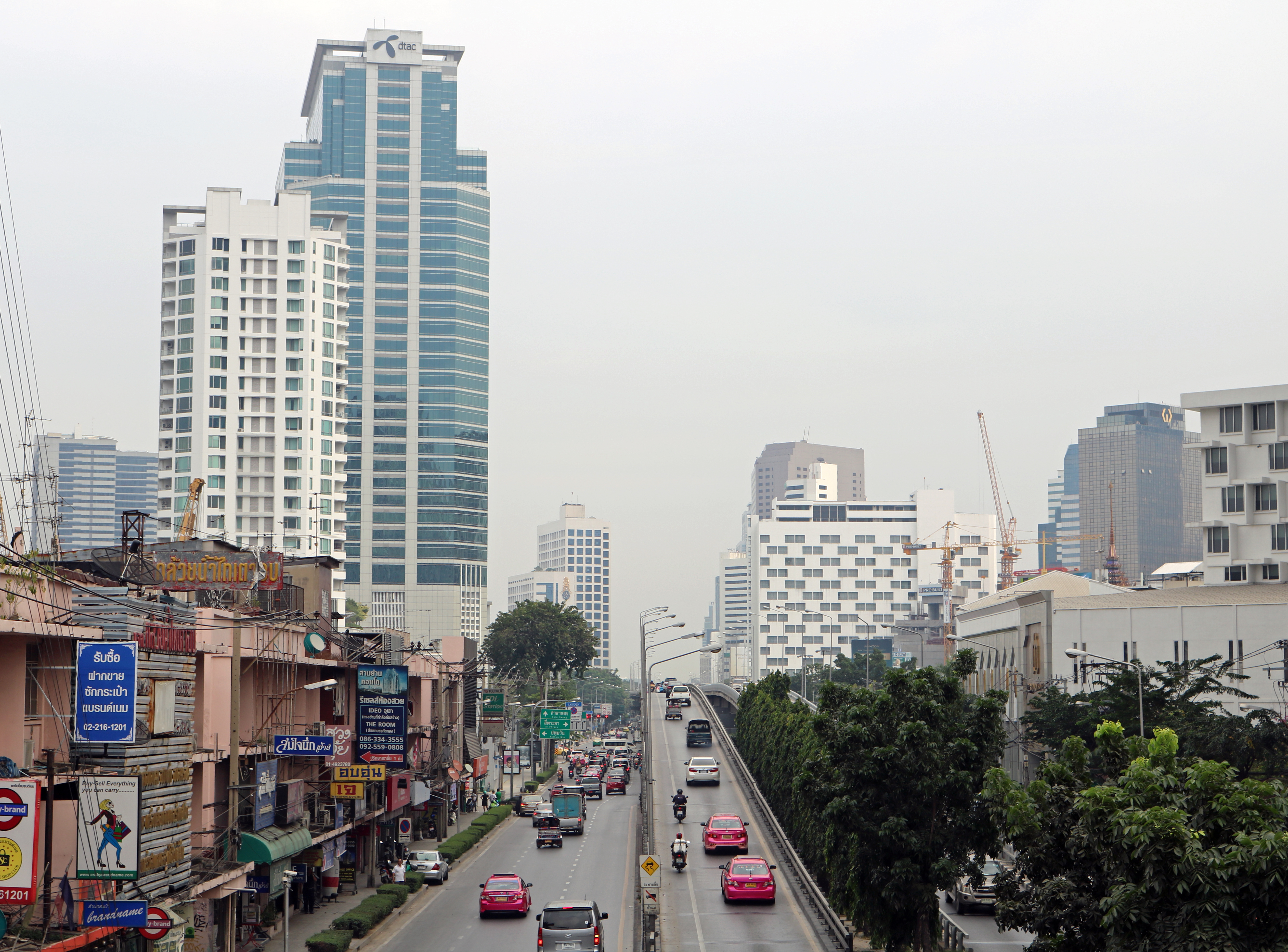
ラーマ4世通りとマンダリン・ホテル（右側いちばん手前の建物）
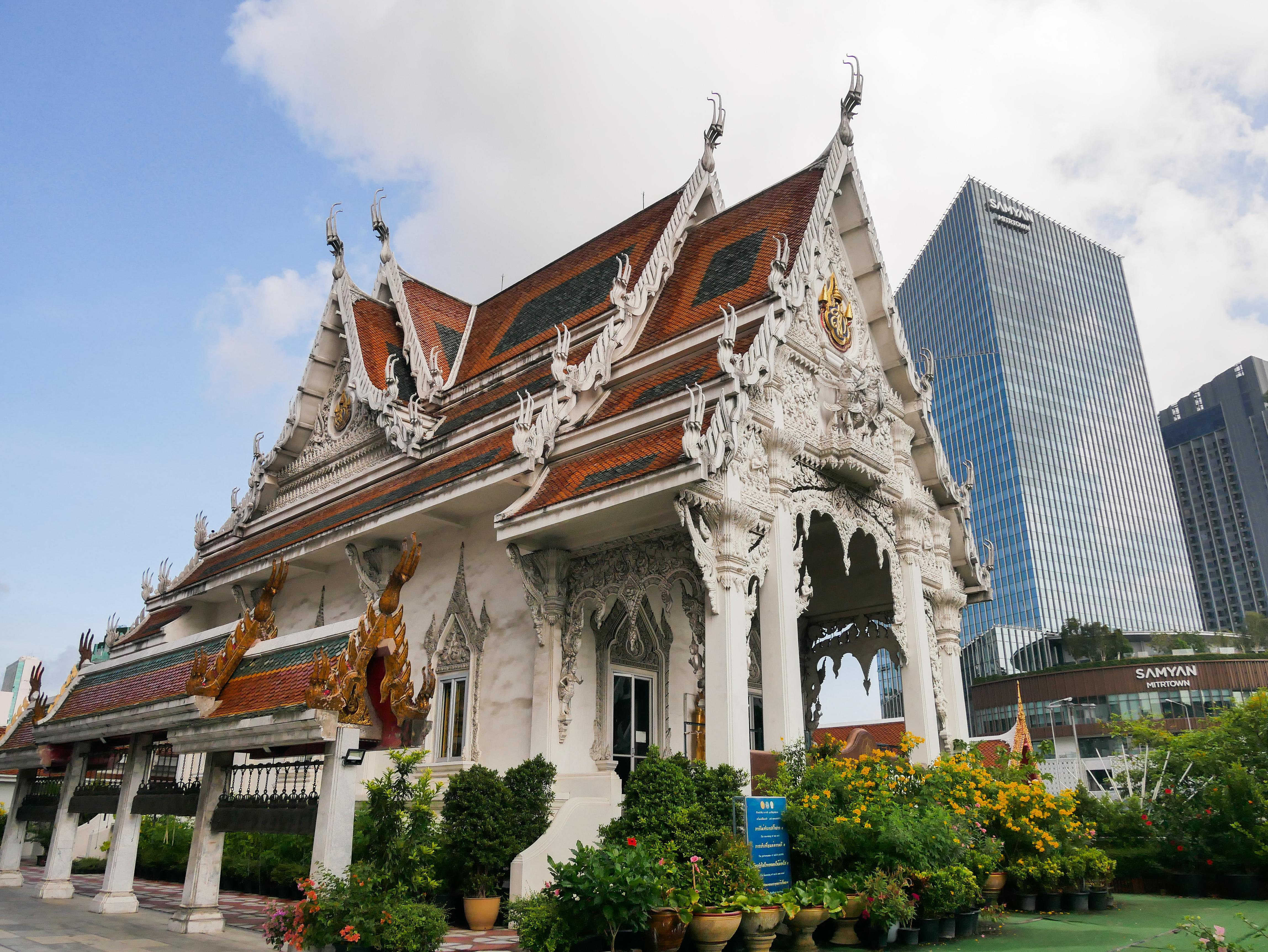
ワット・フアランポーン

## 交通
- バンコク・メトロ : フワランポーン駅、サームヤーン駅、シーロム駅
- バンコク・スカイトレインシーロム線 : サラデーン駅、チョーンノンシー駅、セントルイス駅、スラサック駅、サパーンタークシン駅

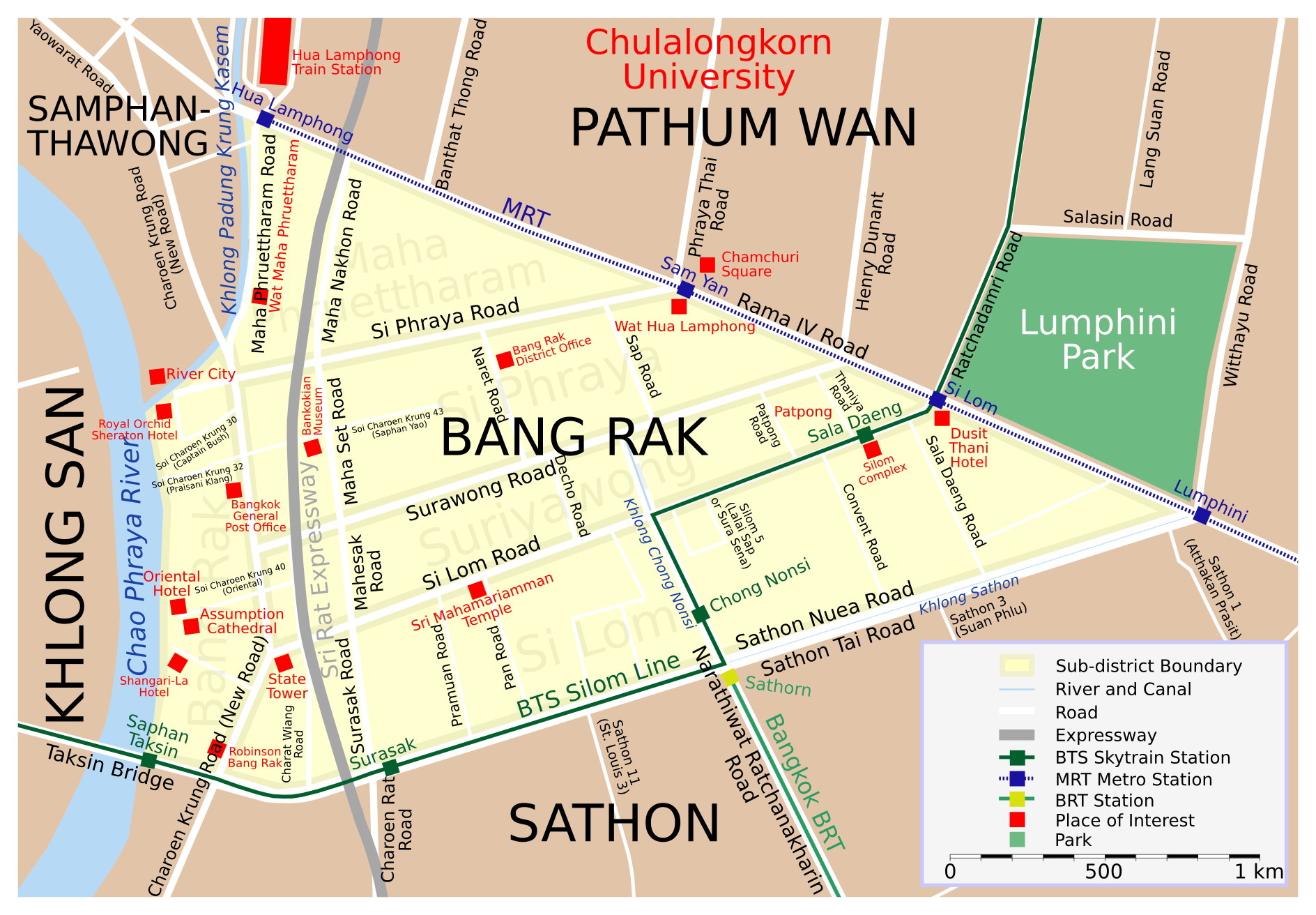
バーンラック区の地図